# Plaza de toros de la Fuente del Berro
La plaza de toros de la Fuente del Berro, chiamata anche plaza de toros de la Carretera de Aragon, era per importanza la seconda arena per corride di Madrid.

## Storia
I lavori per costruire l'arena iniziarono nel 1873, per terminare l'anno seguente, in Avenida de Felipe II. La struttura venne progettata dagli architetti Emilio Rodríguez e Lorenzo Álvarez, utilizzando uno stile architettonico ancora inutilizzato per le arene, ossia il neomudéjar. L'arena è stata smantellata nel 1934, dopo essere stata sostituita da una nuova struttura più capiente: Las Ventas.